# Mobile Suit Gundam: The Witch from Mercury
Mobile Suit Gundam: The Witch from Mercury (機動戦士ガンダム 水星の魔女 Kidō Senshi Gandamu: Suisei no Majo?), también conocida como Mobile Suit Gundam: La bruja de Mercurio en México, es una serie de anime japonesa de género mecha y yuri, siendo la decimoquinta entrega de la franquicia Gundam de Sunrise. La serie está dirigida por Hiroshi Kobayashi y Ryo Ando y escrita por Ichiro Okouchi. Se estrenó en octubre de 2022 en las estaciones TBS y MBS de JNN.
The Witch from Mercury marca la primera producción de anime principal de Gundam TV en 7 años desde Mobile Suit Gundam: Iron-Blooded Orphans y la primera serie de la franquicia que presenta un personaje principal femenino (siendo el cuarto personaje femenino principal tras las obras École Du Ciel, SEED C.E. 73: Stargazer y Twilight Axis). La serie gira en torno a temas de los peligros de las tecnologías emergentes junto con la corrupción política y la crítica del capitalismo, y la primera serie de televisión de la franquicia que presenta a una protagonista femenina y LGBT.

## Sinopsis
En el futuro, la humanidad ha alcanzado la colonización espacial y se instauró un nuevo calendario, el Ad Stella. Cómo resultado, la humanidad se dividió en dos clases sociales muy marcadas por una fuerte desigualdad económica: los Spacians, aquellos que nacieron en el espacio exterior y los Earthians, nacidos en la Tierra siendo estos últimos duramente discriminados y maltratados por aquellos que viven en el espacio. El instituto Vanadis, creó una tecnología cibernética basada en prótesis humanas llamada GUND a fin de garantizar la supervivencia de los seres humanos en las difíciles condiciones de vida que posee el espacio exterior. Con el tiempo esta tecnología comenzó a ser aplicada en la industria militar naciendo así las máquinas conocidas como Gundam, Mobile Suits que usan la tecnología GUND para que los pilotos tengan un mejor rendimiento. Sin embargo el uso de esta tecnología conllevó a que muchos pilotos que se sometieron a su uso murieran o sufrieran daños irreversibles en sus cuerpos debido a la sobrecarga que implica su uso en un cuerpo humano. Debido a que gran parte del equipo responsable en la creación de dicha tecnología estaba compuesto principalmente por mujeres, a éstas se les comenzó a etiquetar de manera indiscriminada como "Brujas" sin importar si fueran pilotos o personas responsables detrás de su desarrollo. 
A raíz del peligro que representa dicho sometimiento a este avance tecnológico para los seres humanos, la tecnología GUND junto con los Gundam fueron considerados ilegales, siendo prohibidos de forma permanente por las principales compañías desarrolladoras de Mobile Suits que conforman un consejo que toma las decisiones administrativas y gubernamentales en esta sociedad llamado el grupo Beneritt. Delling Rembran un militar retirado y miembro del consejo, envió en secreto a un grupo de operaciones especiales llamado Dominicus, con órdenes de destruir todo rastro de la tecnología GUND y matar a todos los involucrados en su desarrollo dentro del centro de investigación Fólkvangr perteneciente a Vanadis. Tan sólo dos personas sobrevivieron a la masacre: la piloto de pruebas Elnora Samaya y su hija de cuatro años Ericht. 21 años después, en el año 122 A.S, una chica solitaria del remoto planeta Mercurio se transfiere a la Escuela de Tecnología Asticassia, dirigida por el Grupo Beneritt, una megacorporación que domina la industria de los trajes móviles. Su nombre es Suletta Mercury. Con una luz escarlata ardiendo en su corazón puro, esta niña camina paso a paso por un mundo nuevo.

## Personajes
Suletta Mercury (スレッタ・マーキュリー Suretta Mākyurī?)
 Seiyū: Kana Ichinose, Jill Harris (Inglés), Krishna Tapia (español latino)
Originalmente nombrada como Ericht Samaya (エリクト・サマヤ Erikuto Samaya?), ella es una estudiante de segundo año en el departamento de pilotaje que se transfirió a la escuela desde Mercurio. Suletta es una niña tímida que tiene problemas para comunicarse con otras personas además de su madre. Ella es la piloto del Gundam Aerial desarrollado en Mercurio. A medida que avanza la serie, se hace evidente que Suletta está bajo un fuerte lavado de cerebro por parte de Prospera, cuya influencia sobre su hija es tan grande que puede ordenarle que haga cualquier cosa, desde abandonar sus sueños hasta cometer un asesinato a sangre fría. En la segunda temporada, pierde en un duelo por primera vez tras una seria pelea con Guel mentalmente quebrado y la intervención de Miorine, quien la traiciona a cambio de la oportunidad de liberar a Suletta de participar en los crueles planes de su madre. En última instancia, la niña se encuentra con el espíritu del verdadero Erict en Aeral, donde revela el secreto del origen de Suletta como su clon y finalmente pierde la conexión con ella y su madre.
Miorine Rembran (ミオリネ・レンブラン Miorine Renburan?)
 Seiyū: Lynn (actriz de voz), Natalie Van Sistine (Inglés), Valeria Tavera (español latino)
Una estudiante de segundo año, atractiva y académicamente distinguida en el departamento de estrategia de gestión. Miorine es la única hija de Delling Rembran, presidente del Grupo Beneritt y presidente de la junta de la escuela. Su difunta madre era botánica y Miorine mantiene un pequeño invernadero en los terrenos de la escuela en su memoria. Tiene un fuerte sentimiento de rebeldía hacia su padre, quien apenas la reconoce más allá de su condición de familia. Tras el incidente de Plant Quetta, se convirtió temporalmente en directora ejecutiva del Grupo Benerit mientras su padre se recupera de sus heridas. Después de comprometerse con Suletta cuando esta última gana el título de Holder de manos de Guel Jeturk, Miorine se acerca poco a poco a su nueva prometida, mientras se ayudan mutuamente a ser más fuertes y aprenden a no huir de sus problemas. Miorine incluso funda la compañía Gund-Arm Inc. por el bien de Suletta, como una forma de mantener su Gundam Aerial a salvo de las leyes del Grupo Benerit que prohíben los Gundams. Sin embargo, después de descubrir de primera mano cómo Prospera le ha lavado el cerebro a Suletta, Miorine se ve obligada a hacer un trato con esta última para evitar que use a Suletta como un peón en su plan de venganza; este trato requiere que Miorine y Guel arrebaten cruelmente tanto a Aerial como al título de Holder de Suletta. Sin embargo, después del ataque de Prospera a la Tierra, pronto se dio cuenta de que estaba siendo utilizada por ella para avanzar en sus planes en Quiet Zero, culpándose a sí misma por su falta de razón.
Guel Jeturk (グエル・ジェターク Gueru Jetāku?)
 Seiyū: Yōhei Azakami, Bradley Gareth (Inglés), Aldo Ramírez (español latino)
Heredero de Jeturk Heavy Machinery, una de las tres sucursales del grupo, y estudiante de tercer año en el departamento de pilotaje. Guel tiene un temperamento rudo y se enoja rápidamente. Como piloto as de la Casa Jeturk, tiene absoluta confianza en sus propias habilidades, incluido el rango de "Portador" para indicar su estatus como el mejor duelista de la escuela, lo que también lo convierte en el prometido de Miorine, una posición que pierde ante Suletta después de que es derrotado por ella. Después de saber más sobre Suletta, Guel se enamora de ella, hasta el punto de pedirle matrimonio. Debido a sus repetidas derrotas, fue expulsado de la Casa Jeturk y ahora vive únicamente lejos del grupo. Pronto dejó la academia y se unió a una empresa privada como trabajador bajo el seudónimo de "Bob" hasta que fue capturado por Dawn of Fold durante el incidente de Plant Quetta y fue tomado como rehén. Fue solo hasta después de la incursión del Grupo Benerit en el escondite de Dawn of Fold que se le permitió salir libre, con su prioridad es regresar al espacio para redimirse y salvar la compañía de su difunto padre.
Elan Ceres (エラン・ケレス Eran Keresu?)
 Seiyū: Natsuki Hanae, Aaron Dismuke (Inglés), Juan Carlos Román (español latino)
El piloto principal respaldado por Peil Technologies, una de las tres sucursales del grupo. Es un estudiante de tercer año en el departamento de pilotaje. Elan es una persona taciturna y solitaria, que no abre su corazón a nadie en la escuela. Tiene interés en Suletta. En realidad, la asistencia de Elan a la escuela y la participación en duelos es realizada en secreto por Enhanced Persons, dobles de cuerpo no registrados creados para manejar las tensiones de la tecnología GUND-Format. Estas Personas Mejoradas están todas modeladas a la imagen del Elan Ceres original, quien supervisa el cuerpo doble en su nombre y todas ellas comparten el mismo seudónimo. La primera persona mejorada, cuyo nombre en código es "Número 4", es una persona taciturna y solitaria que no abre su corazón a nadie en la escuela. Tiene interés en Suletta debido a su relación con la tecnología GUND Format. Después de su derrota contra ella, Peil Technologies lo mató por no poder asegurar el Aéreo. Fue reemplazado por "Número 5", otro doble al que Peil Technologies le ordenó seducir a Suletta para poder acceder a la antena. A diferencia del Número 4, es más extrovertido y hablador, pero más manipulador, e incluso parece bastante "aterrador". a Suletta. A medida que se desesperaba cada vez más por asegurar la antena, intenta secuestrarla, solo para encontrarse con una dolorosa tormenta de datos, junto con el fantasma digitalizado de Erict que lo echa de la cabina. Esto culmina con el número 5 agrediendo físicamente a Suletta, solo para ser retenido por Guel Jeturk.
Secelia Dote (セセリア・ドート Seseria Dōto?)
 Seiyū: Aya Yamane, Cassie Ewulu (Inglés)
Estudiante de segundo año en el departamento de estrategia de gestión, que pertenece a Burion House y miembro del Comité de Duelo. Es conocida por ser grosera y hacer comentarios sarcásticos a los otros miembros del Comité de Duelo. Le gusta averiguar los secretos de los demás para chantajearlos y hacerlos cumplir sus órdenes para su diversión.
Shaddiq Zenelli (シャディク・ゼネリ Shadiku Zeneri?)
 Seiyū: Makoto Furukawa, Alejandro Saab (Inglés), Ivan Fernández (español latino)
Su nombre real es "Jeru Ogul" (イエル・オグル, Ieru Oguru). Es hijo adoptivo del director ejecutivo de Grassley Defense Systems, una de las tres sucursales del grupo. Un estudiante de tercer año en el departamento de pilotaje que dirige la Grassley House. Aunque aún es un estudiante, Shaddiq también ha demostrado su habilidad en los negocios, es candidato a ejecutivo de próxima generación. Originalmente era medio terrestre hasta que Sarius lo acogió. Más adelante en la serie, se revela que orquestó los ataques tanto en Plant Quetta como en Rumble Ring, lo que le permitió ascenderlo al puesto de director ejecutivo de la empresa mientras mantenía a su padre adoptivo como rehén en lo profundo de Grassley House. Pronto es capturado por Dominicus junto con otros miembros de Grassley House en una acalorada batalla contra Guel.
Nika Nanaura (ニカ・ナナウラ?)
 Seiyū: Yume Miyamoto (1-9, 13-), Haruka Shiraishi (10-12), Bryn Apprill (Inglés), Diana Castañeda (español latino)
Un estudiante terrestre de segundo año en el departamento de Mecánica que nació en la Tierra. Ella le da la bienvenida a Suletta a la Casa de la Tierra y convence a los otros miembros para que la acepten, pero también trabaja en las sombras con Shaddiq bajo las órdenes de un grupo conocido como Dawn of Fold. Después del incidente de Rumble Ring, Grassley House la capturó cuando estaba a punto de entregarse a las autoridades por su participación en el incidente de Plant Quetta. Más tarde escapó de la custodia de Grassley durante la redada de Dominicus y se reunió con el resto de Earth House.
Chuatury Panlunch (チュアチュリー・パンランチ Chuachurī Panranchi?)
 Seiyū: Miyu Tomita, Brittney Karbowski (Inglés), Denisse Leguizamo (español latino)
Es la mejor amiga de Nika y al igual que ella, también nació en la Tierra. Ella accedió a estudiar en la escuela como Piloto de Mobile Suits con el fin de mejorar la difícil situación de sus amigos y familiares en la Tierra y debido a ello, desarrolla un odio hacia los Spacians por la injusticia que viven los habitantes de la Tierra.
Elnora Samaya (エルノラ・サマヤ Erunora Samaya?)
 Seiyū: Mamiko Noto, Elizabeth Maxwell (Inglés), por confirmar (español latino)
La madre de Erict y piloto de pruebas empleada por Ochs Earth, una empresa que investigó y desarrolló la tecnología GUND-Format para su uso en Mobile Suits. En el pasado, Cardo le trasplantó un brazo derecho GUND para salvar su vida. Tras el incidente de Fólkvangr, escapó de la destrucción del instituto y se ocultó. Años después del incidente, se unió a Shin Sei Development Corporation en Mercury para continuar con el desarrollo del formato GUND y finalmente fue nombrada presidenta. También usó un alias, ya que se pone una máscara para ocultar su verdadera identidad como Lady Prospera. La propia Elnora probó el XGF-02 Gundam Lfrith , un Mobile Suit de formato GUND desarrollado por el instituto. Sin embargo, Elnora no pudo activarlo hasta que su Código Permet se conectó a Erict.
Nadim Samaya (ナディム・サマヤ Nadimu Samaya?)
 Seiyū: Hiroshi Tsuchida, Chris Guerrero (Inglés), Ignacio Pineda (español latino)
El padre de Erict que se sacrificó para darles a Elnora y Erict la oportunidad de escapar.
Cardo Nabo (カルド・ナボ Karudo Nabo?)
 Seiyū: Miyuki Ichijou, Laurie Steele (Inglés), Mariana Gomez (español latino)
Nyla Bertran (ナイラ・バートラン Naira Bātoran?)
 Seiyū: Sachiko Kojima, Nazia Chaudhry (Inglés)
Wendy Olent (ウェンディ・オレント Uendi Orento?)
 Seiyū: Yō Taichi, Krystal LaPorte (Inglés)
Delling Rembran (デリング・レンブラン Deringu Renburan?)
 Seiyū: Naoya Uchida, Gabe Kunda (Inglés), Mario Hernandez (español latino)
Un exmilitar que usó su influencia con Cathedra para planificar y ordenar una redada en el laboratorio de Fólkvangr donde se estaba desarrollando la tecnología "GUND Format", para detener la investigación antes de que terminara y Ochs Earth Corporation junto con ella. Varios años más tarde, Delling se convirtió en presidente del Grupo Benerit, un consorcio de las corporaciones más poderosas del espacio conocido. Además, Delling creó la Escuela de Tecnología Asticassia tanto para consolidar su influencia como para capacitar a la próxima generación de élites. La filosofía darwiniana de Delling de que solo los fuertes merecen sobrevivir se extiende a las políticas de su negocio, su escuela e incluso a su propia hija, ya que permitió que los derechos de su mano en matrimonio fueran un premio transferible en un duelo.
Sarius Zenelli (サリウス・ゼネリ Sariusu Zeneri?)
 Seiyū: Atsushi Ono, Mike Smith (Inglés), Rafael Quijano (español latino)
Vim Jeturk (ヴィム・ジェターク Vimu Jetāku?)
 Seiyū: Tetsuo Kanao, Christopher Sabat (Inglés), Bernardo Rodriguez (español latino)
Kenanji Avery (ケナンジ・アベリー Kenanji Aberī?)
 Seiyū: Yōji Ueda, Brandon Acosta (Inglés)
Sophie Pulone (ソフィ・プロネ Sofi Purone?)
 Seiyū: Shiori Izawa, Emi Lo (Inglés), Nadia Lujambio (español latino)
Fue una piloto de Gundam y miembro de Dawn of Fold. Tiene una personalidad bastante sádica y sanguinaria, en comparación con Norea. Admira a Suletta y hará cualquier cosa para hacer de Suletta su hermana mayor. Durante el incidente de Rumble Ring en el que Dawn of Fold lanzó un ataque terrorista en la escuela, ella luchó contra Suletta, solo para ser asesinada por una intensa tormenta de datos causada por Ericcht en Gundam Aerial. Fue piloto del EDM-GA-01 Gundam Lfrith Ur.
Norea Du Noc (ノレア・デュノク Norea Deyunoku?)
 Seiyū: Aoi Yūki, Megan Shipman (Inglés), Gabriela Pérez (español latino)
Una piloto de Gundam y miembro de Dawn of Fold. Odia a los Spacians por arruinar la Tierra y dejar a sus habitantes pobres e impotentes. En la superficie, es una persona fría y tranquila, pero no tiene problemas al usar la violencia bruta para lograr sus objetivos. Al no superar la muerte de Sophie, Norea desata un ataque masivo en la escuela matando a muchos estudiantes. Elan logra convencer a Norea de que se detenga, habiéndose unido mientras se escondían juntos, pero ella es asesinada por algunos miembros de Dominicus. Ella es la piloto del EDM-GA-02 Gundam Lfrith Thorn .
Naji Geor Hija (ナジ・ゲオル・ヒジャ Naji Georu Hija?)
 Seiyū: Taiten Kusunoki, Ray Hurd (Inglés)
El líder de Dawn of Fold.

## Producción y lanzamiento
El 15 de septiembre de 2021, en la 2.ª Conferencia de Gundam, Sunrise reveló que se estaba trabajando en una nueva entrega de la serie Gundam, y se estrenaría el 2 de octubre de 2022 en MBS y TBS. El 29 de marzo de 2022, se anunció que se estrenará una precuela prólogo el 14 de julio de 2022. La serie está dirigida por Hiroshi Kobayashi, con Ryo Ando como codirector, Ichiro Okouchi supervisando y escribiendo guiones, mogmo diseñando los personajes. Marie Tagashira, Shuri Toida e Hirotoshi Takaya adaptan los diseños de mogmo para la animación, JNTHED, Kanetake Ebikawa, Wataru Inada, Ippei Gyōbu, Kenji Teraoka y Takayuki Yanase diseñan los mecanismos, Shinya Kusumegi, Kanta Suzuki y Seizei Maeda animan los mecanismos y Takashi Ohmama componiendo la música. El tema de apertura es "Shukufuku" de YOASOBI.
En la Comic-Con de San Diego de 2022, se anunció que la serie se transmitirá simultáneamente fuera de Japón. Crunchyroll obtuvo la licencia de la serie fuera de Asia.
El 3 de abril de 2023, Crunchyroll anunció que la serie había recibido un doblaje en español latino, la cual se estrenó el 4 de mayo (primera temporada) y la segunda temporada (26 de octubre).